# Massivholzbau

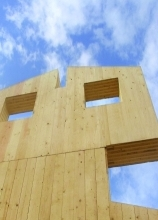
Außenwand aus Massivholz

Der Massivholzbau bezeichnet eine Bauweise im Holzbau und unterscheidet sich von anderen Holzbauweisen wie dem Skelettbau oder dem Holzrahmenbau durch seinen durchgehend massiven Elementaufbau.
Massive Holzbauelemente werden als Wand-, Dach- und Deckenelemente hergestellt.
Konstruktiv handelt es sich dabei um Brettschichtholz beziehungsweise Brettsperrholz. Die einzelnen Brettlagen können miteinander verleimt oder mit Holzdübeln oder Drahtstiften verbunden sein. Durch die großen, in der Regel vorgefertigten Wandelemente werden kurze Bauzeiten erzielt und so die Kosten gesenkt.
Der Rohbau für ein Einfamilienhaus kann so beispielsweise in rund drei Tagen errichtet und wetterfest geschlossen werden.

## Bauphysikalische Merkmale

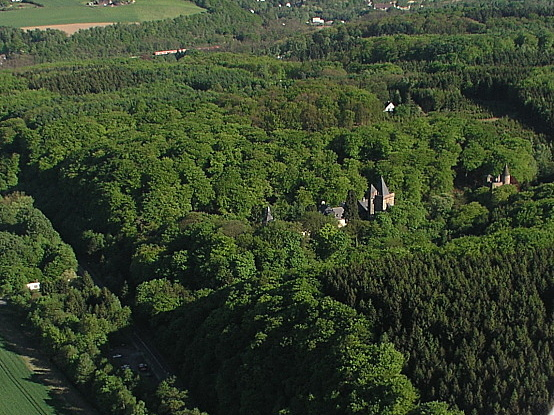
Schloss Landsberg von Wald umgeben

### CO2-Speicher
Seit über 250 Jahren erfolgt in Deutschland die Holzgewinnung aus nachhaltiger Forstwirtschaft, das heißt, es wird nicht mehr Holz geerntet als im selben Zeitraum nachwachsen kann. Mit mehr als 3,4 Mrd. m³ besitzt Deutschland die größten nutzbaren Holzvorräte Europas. Wird dieses Holz gezielt genutzt und in Form von Baustoffen in Wand, Decke, Dach und Dämmung langfristig eingesetzt, dient es als CO2-Speicher und wirkt sich so positiv auf unser Klima aus.
Wenn Holz nicht verrottet, sondern langfristig eingesetzt wird, entzieht es der Atmosphäre Kohlendioxid. In einem durchschnittlichen Einfamilienhaus in massiver Holzbauweise mit rund 160 m² Nutzfläche werden rund 90 m³ Holz verbaut. Diese Menge an Holz speichert über die Nutzungsdauer des Hauses eine Menge von 74 t CO2, dies entspricht der Menge die von etwa 52 durchschnittlichen Pkw pro Jahr ausgestoßen wird. Holz ist damit der einzige Baustoff der sich nachhaltig positiv auf unser Klima auswirkt.

### Feuchteschutz

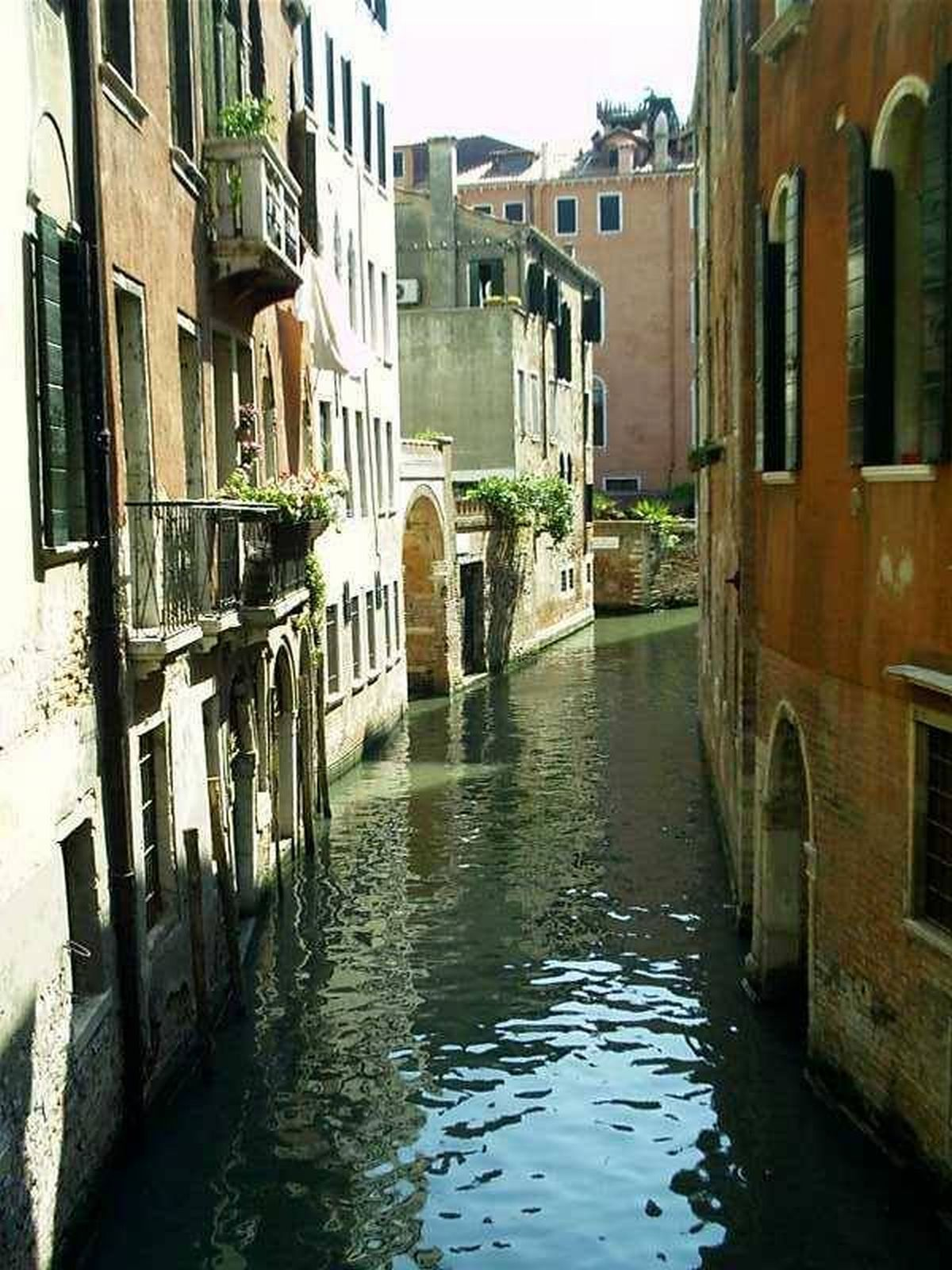
Kanal in Venedig

Der Massivholzbau nutzt die Vorteile seiner großen Holzmasse, ohne die Nachteile beispielsweise des Schwindens und der Abgabe von Baufeuchte in Kauf nehmen zu müssen.
Holz hat die Eigenschaft, hauptsächlich in der Breite zu quellen und zu schwinden. Durch den kreuzweise ausgeführten Aufbau von Brettsperrholz sind die Elemente formstabil. Mögliche Schäden durch einen langsamen, konstanten und darum oft unbemerkten Wassereintritt an Sickerstellen von Wasseranschlüssen oder Leitungen stellen bei allen Baustoffen ein großes Problem dar. Tritt Monate oder sogar Jahre lang Wasser aus schadhaften Wasserleitungen, bevor dies bemerkt wird, ist die Sanierung betroffener Bauteile meist teuer und aufwändig. Da Holz im Falle einer dauerhaften Durchnässung zu modern anfängt und so natürlich seine Festigkeit und Struktur verliert, stellt dies ein ernstzunehmendes Schadensbild dar. Von dauerhafter Durchfeuchtung wird gesprochen, wenn über einen Zeitraum von mehr als zwölf Monaten eine Holzfeuchte von mehr als 25 % entsteht.
Durch die hohe strukturelle Festigkeit massiver Holzbauelemente können solcherart beschädigte Bereiche ausgeschnitten und durch neue Bauteile ersetzt werden. Die heute übliche millimetergenaue Fertigung mit CNC-gesteuerten Anlagen macht dies möglich. Bauschäden durch Pilzbildung infolge von Tau- oder Kondenswasserbildung sind nicht zu befürchten. Luft, die nicht vollständig mit Feuchtigkeit gesättigt ist, hat eine relative Feuchte kleiner als 100 % und kann – bei unveränderter Temperatur – weiteren Wasserdampf aufnehmen. Nimmt die Temperatur ab, nimmt auch die Aufnahmefähigkeit der Luft für Wasserdampf ab, das heißt, die relative Feuchte steigt an. Beim Taupunkt ist eine relative Feuchte von 100 % erreicht, es kommt zur Kondensation. Durch die hygroskopischen Eigenschaften des Holzes liegt der Taupunkt im Normalfall immer außerhalb der Konstruktion. Das bedeutet, dass durch die Feuchtigkeitsaufnahme des Holzes die durch die Wand diffundierende Luft so trocken ist, dass kein Wasser mehr ausschlagen kann. Sollte aber eine Leckage doch so groß sein, dass Tauwasser innerhalb des Wandaufbaues anfällt, ist die umgebende Holzmasse groß genug, um mit der anfallenden Feuchtigkeit gut fertigzuwerden.
Es wäre ein Volumenstrom von 228 m³/h Luft notwendig, um eine Holzfeuchte zu erreichen, bei der sich Schimmel bilden kann.
Nassbereiche gehören in allen Feldern des Hochbaues, unabhängig von der Bauart, zu den schadensträchtigsten Bereichen. Gerade im Duschbereich kann es zu Schäden kommen, deren Behebung äußerst kostenintensiv ist, deren Entstehen aber bei richtiger Planung und Ausführung zu vermeiden gewesen wären. In der Normenreihe DIN 68 800 heißt es hierzu: „Für Holzbauteile, die in eingebautem Zustand unmittelbar… durch Feuchteeinwirkungen beansprucht werden, ist ein Oberflächenanstrich (Beschichtung) keine ausreichende Maßnahme.“ Um einem Pilzwachstum durch überhöhte Holzfeuchte vorzubeugen, ist daher möglicherweise eine entsprechende vorbeugende Behandlung mit geeigneten Holzschutzmitteln empfehlenswert. Um aber den Einsatz von Chemikalien in den eigenen vier Wänden zu vermeiden, sollten einfache, vorbeugende bauliche Maßnahmen ergriffen werden. Hier heißt es: „… dürfen Holzbauteile in Naßbereichen von Räumen mit üblichem Wohnklima der Gefährdungsklasse GK 0 zugeordnet werden, wenn eine unzuträgliche Feuchtebeanspruchung der Holzteile dauerhaft verhindert wird, zum Beispiel durch wasserdichte Oberflächen, auch im Bereich von Durchdringungen und Anschlüssen…“. Diese wasserdichten Oberflächen können zum Beispiel durch Bekleidung mit Gipsbauplatten mit Fliesenbelag unter Verwendung von Dichtmitteln für die Verklebung und Verfugung erreicht werden. Unabhängig davon sind für Fußböden Schutzmaßnahmen gegen „Unglücke“ mit Waschmaschinen oder Badewannen vorzusehen. Das heißt, Deckenunterseiten sollten diffusionsoffen ausgeführt, im Deckenquerschnitt möglichst keine feuchtespeichernden Schüttmaterialien verwendet werden und ebenso ein möglichst wasserdichter Fußbodenbelagsaufbau vorgesehen sein.

### Schallschutz
Wie schon in anderen Bereichen beschrieben, stellt der Bewohner eines Hauses nicht nur Anforderungen an das Gebäude, die Einfluss auf die Bausubstanz haben, sondern er hat weitergehende Bedürfnisse. Eines davon ist der Schallschutz. Der Schutz gegen Außenlärm und innere Lärmquellen ist ein wesentlicher Bestandteil unserer Lebensqualität geworden. Gerade im Holzbau ist diese Entwicklung frühzeitig erkannt worden und floss in die Entwicklung leistungsfähiger Baustoffe ein. Werden für Einfamilienhäuser seitens der Normen noch keine sehr hohen Anforderungen an den Schallschutz gestellt, ist dies bei Mehrfamilienhäusern und Nutzbauten anders. Durch die hohe, akustisch träge Holzmasse, mehrschichtige Aufbauten und unterschiedliche Wanddicken und -bekleidungen können auch die erhöhten Anforderungen beispielsweise in Schulbauten heute mit geringem Aufwand erfüllt werden. Beim Schallschutz gegen Außenlärm ist nicht nur die gute Schalldämmung der Wandkonstruktion selbst entscheidend, auch das Zusammenspiel zwischen Wand und Fenstern in den jeweiligen Flächenanteilen entscheiden über die Qualität der Konstruktion. Wie bei allen einstoffigen Baustoffen muss beim Anschluss von Deckenbauteilen aus massivem Holz an ebenso massive Holzmauern sehr darauf geachtet werden, dass der folgende Fußbodenaufbau "schwimmend, also entkoppelt ausgeführt. So wird ein Schallübertrag von den Fußböden über die Decke in die Wandkonstruktion und die daraus resultierende akustische Verstärkung des Trittschalles vermieden.

### Wärmeschutz
Der Wärmedurchgangskoeffizient gibt die Wärmemenge an, die bei einem Temperaturunterschied von 1 Kelvin über eine Bauteilfläche von 1 m² verloren geht. Aufgrund der geringeren Rohdichte im Vergleich zu Baustoffen wie Beton oder Kalksandstein sind die Wärmedämmeigenschaften von Holz bei gleicher Bauteilstärke besser. Im Umkehrschluss bedeutet das, dass die gleichen Anforderungen bei geringerer Wandstärke erfüllt werden. Auf diese Weise kann Wohnraum gewonnen werden.
Aufgrund der geringeren Rohdichte des Holzes sinkt auch seine Wärmespeicherfähigkeit. Dies kann vor allem im sommerlichen Wärmeschutz Probleme mit sich bringen, da sich Wände aus Massivholz schneller aufwärmen als die meisten mineralischen Wände. Hier wirkt jedoch die geringe Wärmeleitfähigkeit des Holz entgegen, denn diese sorgt für eine lange Phasenverschiebung. In der Bautechnik wird mit Phasenverschiebung der Zeitraum zwischen dem Auftreten der höchsten Temperatur auf der Außenoberfläche eines Bauteils bis zum Erreichen der höchsten Temperatur auf dessen Innenfläche bezeichnet. Dies ist vor allem für den sommerlichen Wärmeschutz wichtig, da es bei einer langen Phasenverschiebung auch bei hohen Außentemperaturen im Inneren des Hauses lange kühl bleibt. Dieses Wirkprinzip bleibt bei niedrigen Außentemperaturen erhalten, spielt aufgrund der guten Dämmeigenschaften des Holzes im winterlichen Wärmeschutz jedoch eine untergeordnete Rolle.

### Brandschutz
Ein massives Holzelement hält Feuer entgegen der landläufigen Meinung sehr lange stand. Das verwendete Holz enthält bis zu 15 % Wasser, das bei einem Brand zunächst verdampfen muss(bei einer Tonne Holz entspricht das 150 l Wasser). Beim Abbrennen verkohlt die oberste Holzschicht und wirkt wie eine Art Schutzmantel. Es kann kein Sauerstoff mehr ins Holz eindringen und der Abbrand verlangsamt sich stark. Durch die geringe Wärmeleitfähigkeit von Holz ist auch die Gefahr der Selbstentzündung von zum Beispiel Tapeten oder Vorhängen auf der anderen Wandseite ausgeschlossen. Der Feuerwiderstand für tragende und raumabschließende Bauteile, Wände und Decken wird in Deutschland und Europa zurzeit noch in zwei unterschiedlichen Formaten angegeben beziehungsweise untersucht:
Deutschland: zum Beispiel F 90 B; dabei bedeuten F = Feuerwiderstandsdauer 90 = geprüfte Mindestdauer, bis die Konstruktion im Brandfall zusammenbricht. B = Brennbar
Europa: Im europäischen Raum erfolgt die Bewertung des Brandwiderstandes etwas anders.
Statt „Brandwiderstand von Bauteilen“ muss man sich an den Begriff „Feuerwiderstand von Bauprodukten“ gewöhnen, und damit an viel mehr und neue Codes und viel mehr Zeitspannen als bisher. Als Zeitspannen sind 15, 20, 30, 45, 60, 90, 120, 180, 240, 360 Minuten möglich. Werden Kriterien kombiniert, dann entspricht die angegebene „Leistungszeit“ dem Kriterium mit der kürzesten Dauer. für tragende Bauteile:
REI [Leistungszeit] Mindestzeit, während der alle Kriterien (Tragfähigkeit, Raumabschluss und Wärmedämmung) erfüllt sind; RE [Leistungszeit] Mindestzeit, während der die beiden Kriterien (Tragfähigkeit und Raumabschluss) erfüllt sind; R [Leistungszeit] Mindestzeit, während der das Kriterium Tragfähigkeit erfüllt ist.

### Raumklima
Massive Holzbausysteme sind meist diffusionsoffen konstruiert und können daher dampfförmige Feuchtigkeit aufnehmen, einlagern und auch wieder abgeben. Diese Eigenschaft wirkt ausgleichend auf die Raumluftfeuchte, so dass im Haus eine saisonal bedingte, relativ gleichmäßige Luftfeuchte herrscht.
Gerade bei schwüler Witterung oder wenn sich viele Leute in einem Raum aufhalten, kommt diese Eigenschaft besonders zum Tragen. Meist wird ein Holzhaus komplett mit natürlichen Baustoffen ausgebaut, die sehr leicht die Raumtemperatur annehmen können. Dadurch kommt es zu keiner unangenehmen Kältestrahlung, die auch zu Zuglufterscheinungen führen kann.
Gerade für die steigende Anzahl von Allergikern ist der Umgang mit flüchtigen organischen Verbindungen (VOC)ein wichtiges Thema. Mehr als 90 % unserer Zeit verbringen wir in Innenräumen. Entsprechend groß ist die Sensibilität vieler Menschen gegenüber möglichen oder vermuteten Beeinträchtigungen der Wohnumwelt durch Schadstoffe.
Neben Möbeln, Bodenbelägen o. ä. emittieren auch Baustoffe und Ausbaumaterialien verschiedene Stoffe in die Innenluft. Terpene und Formaldehyd, die als Stoffwechselprodukt des Baumes auf natürliche Weise in geringen Konzentrationen in allen Holzbauteilen vorkommen, sind hier die meist untersuchten Stoffe.
Terpene sind organische Verbindungen, die in der Natur weit verbreitet in Blüten, Blättern, Früchten, Rinden und Wurzeln und in den daraus gewinnbaren ätherischen Ölen vorkommen.
Wichtige Terpene sind zum Beispiel delta-3-Caren und Limonen. Limonen kommt unter anderem in den Schalen der Zitrusfrüchte vor und wird als Zitrusduft-Ersatz vielen Küchenprodukten (Wasch- und Spülmittel usw.) zugesetzt. Oft werden Produkte mit Terpenen wegen ihres natürlichen Vorkommens als „Bio“-farben, -lacke, -öle und -wachse deklariert und suggerieren so eine besonders gute Umweltverträglichkeit. Das ist jedoch falsch. Terpene sind im Wohnbereich ein ernstzunehmender Schadstoff. Allerdings liegen die üblicherweise in Innenräumen anzutreffenden Konzentrationen der Terpene um Größenordnungen unter dem Niveau, bei dem akut toxische Wirkungen zu befürchten. Sie können aber auch als umweltfreundliche Insektizide verwendet werden, indem sie als Pheromone Insekten in Fallen locken.
Mit Regelkonzentrationen von unter 0,03 ppm (parts per million) liegen die Werte aber deutlich unter den als gesundheitlich unbedenklich angesehenen Grenzwerten von 0,1 ppm.

## Flexibilität
Die Bauteile weisen aufgrund der CNC-gesteuerten Fertigung eine hohe Passgenauigkeit auf und erlauben eine individuelle Zusammenstellung des Grundrisses. Die Fassade kann wahlweise aus Holz, Putz, Klinker oder anderen Materialien bestehen.
Aufgrund der hohen Strukturfestigkeit ist es möglich, Fenster- oder Türöffnungen nachträglich, oft noch Jahre später, einzufügen. Zudem können mehrgeschossige Bauten ohne die Unterstützung durch Stahlbetonelemente ausgeführt werden. In Deutschland sind die Bauhöhen für Holzgebäude im Regelfall auf sechs Vollgeschosse beschränkt ist, in anderen Teilen der Welt, wie beispielsweise in London, ist es zulässig Gebäude mit bis zu neun Vollgeschossen zu errichten.

## Schädlinge

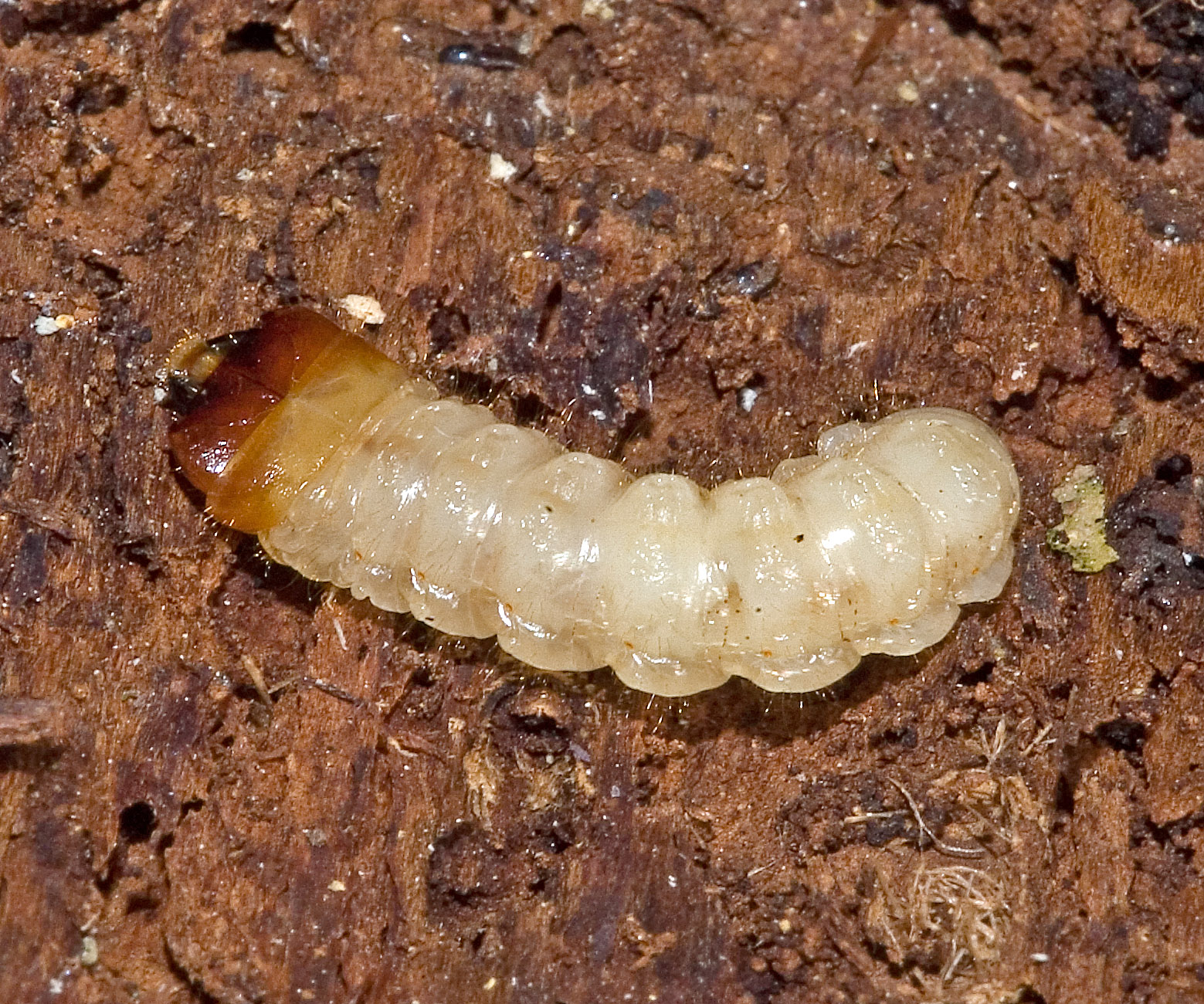
Larve des Schrotbocks

Insekten sind wichtige Glieder des Nährstoffkreislaufs der Natur. Sie bewahren die Erde davor, an dem reichlich heranwachsenden Pflanzenmaterial zu ersticken. Manche Insektenarten versuchen sich schon an lebende Bäume heranzumachen, besonders an die „wehrlosen“ Blätter und Nadeln. Ein gesunder Baum bildet Abwehrstoffe in vielfältiger Form. Fraßgifte (zum Beispiel Tannin, Robinin) oder leicht flüchtige Geruchsstoffe (zum Beispiel ätherische Öle, Terpene), die die Insekten fernhalten und ihnen den Geschmack verderben. Sobald ein Baum eine Rindenverletzung aufweist, kränkelt oder gefällt ist, geht es richtig los: Von allen Seiten kommen kleine Tierchen und legen ihre Eier unter der Rinde und im Holz ab. Die ausschlüpfenden Larven fressen sich dann durch das Holz und kommen manchmal erst wieder zum Vorschein, wenn das Holz verarbeitet wird. Wenn Frischholzinsekten nach der Verarbeitung des gefällten Holzes nun vereinzelt noch im Werkholz enthalten sind, werden diese im Normalfall während der Trocknung abgetötet. Durch die Erhitzung des Holzes auf rund 70 °C wird außerdem das im Holz enthaltene Eiweiß in seiner Struktur verändert und ist so für Schädlinge nicht mehr verwertbar. Eine weitere Entwicklung am verbauten Holz ist darum auszuschließen. Am Bau interessieren hauptsächlich das verbaute Holz, also das Trockenholz und deren Schädlinge. Frischholzinsekten sind an Frischholz gebunden. Diese einfache Wahrheit beantwortet eine der meist gestellten Fragen: Sind Frischholzinsekten im Brennholz eine Gefahr für das verbaute Holz im Haus? In der Regel: Nein!
Als klassische Vertreter von Trockenholzinsekten treten in unseren Regionen der Holzwurm und der Holzbock auf. Die Larve des Holzwurmes benötigt eine Mindestholzfeuchtigkeit von mehr als 10 % und bevorzugt kühlere Orte – deshalb tritt er in beheizten Räumen nur selten auf. Kritische Bereiche sind dauerhaft feuchte Räume oder dort, wo Bodenkühle/-feuchte auftreten kann. Die wärmebrückenfreie Bauweise und die guten Dämmeigenschaften massiver Holzbauten lassen dies im Allgemeinen nicht zu. Die Entwicklung der Larven ist wie beim Hausbock nicht nur von der Holzfeuchte, sondern auch vom Eiweißgehalt ab. Durch die Strukturänderung des Eiweiß beim Trocknen des Holzes, ist dieses jedoch auch für Trockenholzschädlinge nicht mehr verwertbar und ein Befall durch den Holzwurm eher unwahrscheinlich bis ausgeschlossen.
Die an und für sich sehr legefreudigen Hausbock-Weibchen legen ihre Eier nur in Spalten, zum Beispiel Holz-Trockenrissen, von bestimmter Breite ab. Bei künstlichen Spalten mit parallelen Wänden werden fast ausschließlich Breiten von 0,3–0,6 cm gewählt. Die Dauer der Entwicklung der Larve ist stark von verschiedenen Faktoren (beispielsweise Eiweißgehalt, Feuchte, Temperatur, Art des Holzes) abhängig und beträgt ca. 4–18 Jahre. Die Hausbocklarve benötigt eine Mindest-Holzfeuchte von ca. 12 %, wobei die ideale Entwicklungsfeuchte bei ca. 30 % liegt. Deshalb tritt ein Befall durch Hausbocklarven auch kaum in den freiliegenden Holzbauteilen von beheizten Räumen auf. Aufgrund von Spalten, die bei Kreuzlagenholz dieser Größe Schwundfugen vorkommen können, und der notwendigen Entwicklungsfeuchte, die nach den Bestimmungen der DIN 1072 nicht erreicht wird, ist die Gefahr eines Befalles durch den Hausbock praktisch ausgeschlossen.
Eine Bedrohung etwas anderer Art sind unfreiwillig in Urlaubsmitbringseln oder auch aus Asien importierten Möbelstücken eingeschleppte Insekten. Insekten reisen ziel- und zügellos um die Welt – die globalisierte Wirtschaft und der Massentourismus machen es möglich! Um auch in dem fremden Zuhause weiter leben zu können, müssen die Holzzerstörer das Holz schon fressen. Da diese Tierchen aber recht emsig sind, fallen angerichtete Schäden hier schnell ins Auge und können bekämpft werden. Die zwangsweise Eingeschleppten werden in unseren Breiten jedoch nicht recht heimisch. Meist ist es zum Beispiel das Klima oder die entgegengesetzten Jahreszeiten auf Nord- und Südhalbkugel, die nicht passen. Darum ist die Gefahr für den Holzbau auch von dieser Seite sehr gering.

## Ökobilanzen
Die gute Dämmwirkung des Holzes geht auf den hohen Anteil von Luft im interzellularen Gewebe zurück. Holzhäuser benötigen im Winterhalbjahr deshalb weniger Heizenergie, was den CO2-Ausstoß und die Heizkosten senkt. Im Sommer bleiben die Innenräume auch bei hohen Temperaturen ohne Klimaanlage kühl. Die Vorgaben der Energieeinsparverordnung (EnEV) können daher eingehalten werden. In manchen Fällen übertrifft der Baustoff die geltenden baulichen Richtlinien. Er eignet sich daher für den Bau von Niedrigenergie- oder Passivhäusern. Auch bei der Modernisierung von bestehenden Bauten spart Holz viel Energie ein. Kombiniert mit speziellen Verglasungen können Wärmeverluste und damit der Energieverbrauch um ein hohes Maß reduziert werden.
Jeder Baustoff besitzt ein anderes energetisches Verhalten. In der Energieberechnung gemäß EnEV findet jedoch keine Differenzierungen zwischen Glas, Beton, Ziegel oder Holz statt. Der Heizenergiebedarf berechnet sich aber nicht nur nach dem U-Wert, auch die Phasenverschiebung oder Oberflächenstruktur haben hier gewichtige Anteile.
Für die Energiebilanz eines Hauses ergeben sich durch Material, Herstellungsprozesse und Bauart sehr unterschiedliche Werte, die, bei einer zukünftig genaueren Betrachtung nicht nur des „Verbrauchs“, sondern der Energiebilanz über die gesamte Lebenszeit eines Gebäudes, eine immer wichtigere Rolle spielen.
Als nachwachsender Rohstoff ist Holz ein Baustoff, der Kohlenstoffdioxid bindet und bei seiner Bereitstellung wenig Energie verbraucht. In einem durchschnittlichen Einfamilienhaus werden etwa 90 Kubikmeter Holz verbaut. Diese Menge entlastet die Umwelt um ca. 125 Tonnen Kohlendioxid. Zur Herstellung eines m³ massiver Holzelemente werden, incl. Vorfertigungswerte 1.529,8 MJ (425 kWh) benötigt, bei gebrannten Mauersteinen liegt der Wert bei 5.600 MJ (1.555 kWh). Zur Herstellung eines m³ Holzweichfaserdämmstoff sind ca. 676 MJ (188 kWh) notwendig, für Gipskartonplatten 2.700 MJ (750 kWh). Das bedeutet, dass die vollständige Herstellung eines massiven Holzhauses, inklusive Holzgewinnung, etwa 38.000 kWh Energie benötigt. Derselbe Bau in konventioneller Massivbauweise benötigt etwa 170.000 kWh.
Ein Rückbau beziehungsweise Recycling von Holzbauten ist relativ problemlos möglich. Ein großer Anteil der anfallenden Abfälle kann thermisch verwertet werden.

## Lebensdauer

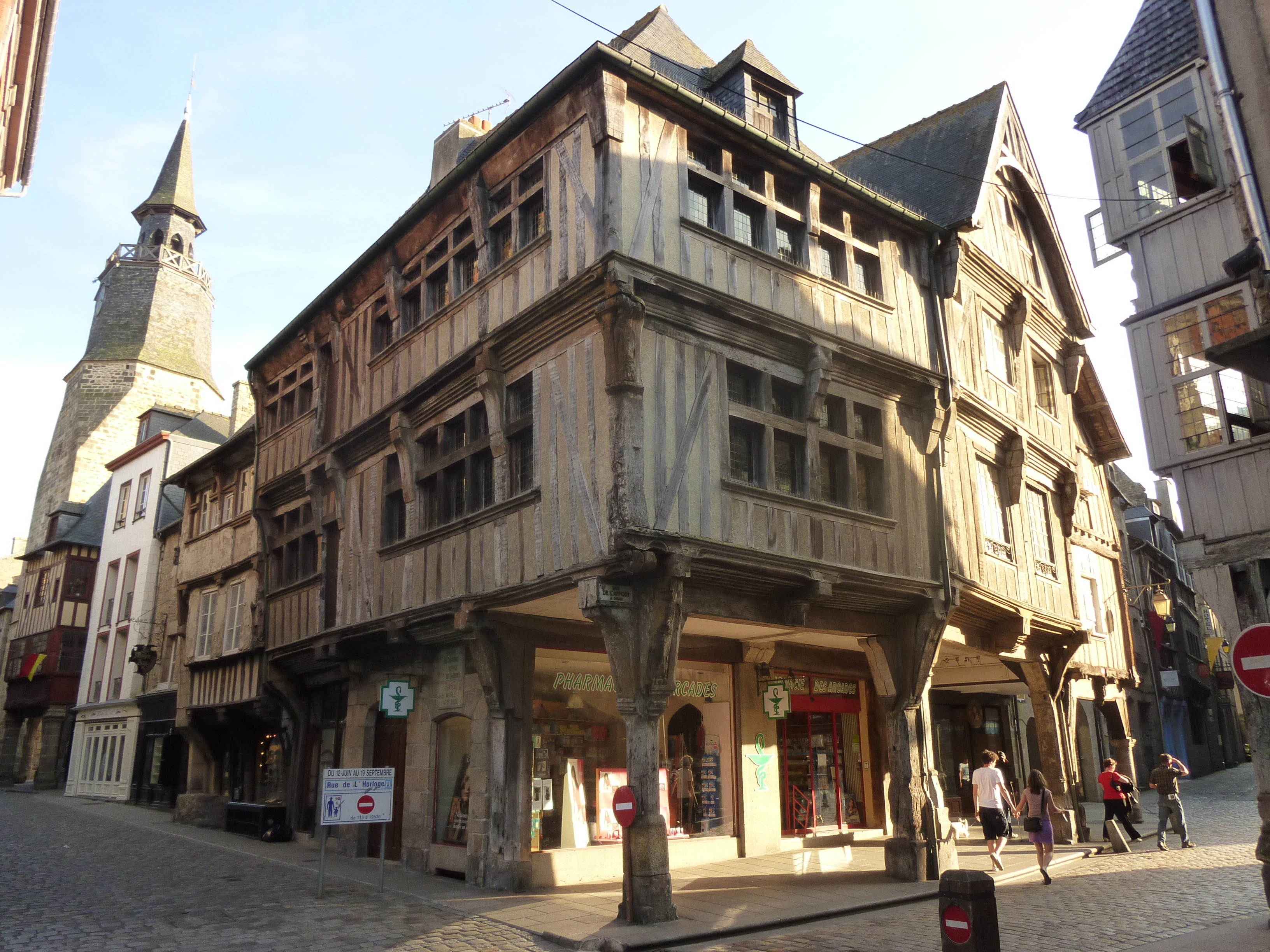
Apotheke in Dinan/Bretagne

Mit einem Anteil von knapp 15 % im Wohnungsbau ist der Holzbau in Deutschland im Vergleich zu dem in anderen Nationen in Europa deutlich unterrepräsentiert. Fast die Hälfte dieser Bauten, nämlich 45 %, stehen dabei allein in den traditionellen Holzbauregionen Bayern und Baden-Württemberg. Auch kommunale Bauten aus Holz haben bislang nur wenige Städte und Gemeinden vorzuweisen. Vielfach sind die architektonischen Möglichkeiten und wirtschaftlichen Vorteile auch in den für die Stadtentwicklung zuständigen Bauämtern nicht bekannt. Durch Qualitätssteigerungen in allen Bereichen wurde die Lebensdauer von Holzbauten in den letzten Jahren auf das Niveau von massiven Bauten in herkömmlicher Ausführung gehoben. So beträgt die technische Lebensdauer, also der Zeitraum, in dem ein Gebäude bei normaler Instandhaltung wirtschaftlich nutzbar ist, nach heutigen Maßstäben 80 bis 100 Jahre. Die Gesamtnutzungsdauer, also der Zeitraum von Bau bis zum Abriss eines Gebäudes, kann bei entsprechender Instandhaltung durchaus mehrere Jahrhunderte betragen. Entsprechend alte Tempelbauten, selbst in den Erdbebengebieten Japans, oder Fachwerkbauten in unseren historischen Altstädten belegen dies. Hinsichtlich der Wertermittlung von Bauten und deren Versicherung werden Holzbauten ab einem Errichtungsdatum 1985 mit herkömmlichen massiven Bauten gleichgesetzt.
Ein guter baulicher Holzschutz ist dabei die Lebensversicherung eines jeden Holzbaues. Die Weiterentwicklung technischer Verfahren bei der Bearbeitung von Holz und neue Erkenntnisse in konstruktiver Hinsicht haben dazu beigetragen, dass auf eine chemische Behandlung der Außenfassade weitestgehend verzichtet werden kann.

## Werterhalt
Die in der Baubranche überwiegend verwendeten Baustoffe und Verfahren sind allgemein, schon aufgrund der hohen technischen Anforderungen seitens der Normen, relativ hochwertig. Eine Differenzierung hinsichtlich der Wirksamkeit und auch ökologischen Einstufung dieser Baustoffe ist dennoch angebracht.
Ein zum Teil erheblicher Preisunterschied zwischen einem Fertighaus aus dem Baumarkt und der handwerklichen Fertigung in Zimmereibetrieben ist bei genauer Betrachtung der einzelnen Komponenten durchaus gerechtfertigt. Der massive Holzbau kann aufgrund der millimetergenauen Fertigung mittels CNC-gesteuerter Abbundmaschinen und dem einfachen Aufbau mit wenigen verschiedenen Materialien ohne qualitative Einschränkungen auch preislich mit den „normalen“ Bauweisen mithalten.
Da massive Holzbauten genauso leicht um- oder abgebaut werden können, wie sie einst errichtet wurden und durch die fast durchgängige Verwendung natürlicher Materialien in Wand und Dämmung -verbunden mit der guten Wiederverwendbarkeit dieser Materialien- ist mit einer deutlich höheren Werthaltigkeit als bei Verwendung von synthetischen Dämmstoffen zu rechnen.
Dies wird mittlerweile von den meisten Banken und Versicherungen anerkannt.